# Бохайвань
Бохайва́нь — затока на північному заході Жовтого моря біля берегів Китаю. Довжина близько 280 км, глибина до 40 м. Відокремлена від відкритої частини моря півостровом Шаньдун. В прибережній частині замерзає.

## Клімат
Акваторія затоки розташована в мусонній зоні помірного кліматичного поясу. Увесь рік панують помірні повітряні маси. Значні сезонні коливання температури повітря. Літом вітри дмуть з моря на суходіл, взимку навпаки, з суходолу на море. Прохолодне дощове літо, холодна суха зима. Цілий рік переважає циклонічна діяльність, погода мінлива, часті шторми.
У затоку несуть свої води річки Хуанхе і Хайхе. Припливи подобові (до 3,4 м). Рибальство. Родовища нафти на шельфі. Порт Тангу — аванпорт м. Тяньцзінь.